# レイシー・ハート
レイシー・ハート （Lacie Heart、本名:Brittany Rosenthal、1986年8月22日 - ）は、アメリカ合衆国出身のポルノ女優。カリフォルニア州サンタバーバラ出身。ジェナ・ジェイムソンが司会を務めるテレビ番組に出演して、ポルノスターになった。
2007年にはAVNアワードの最優秀新人女優賞の受賞候補ともなった。